# 456 (numero)
Quattrocentocinquantasei (456) è il numero naturale dopo il 455 e prima del 457.

## Proprietà matematiche
- È un numero pari.
- È un numero composto.
- È un numero abbondante.
- È un numero pentagonale centrato.
- È un numero palindromo nel sistema di numerazione posizionale a base 7 (1221).
- È un numero pratico.
- È un numero di Ulam.
- È parte delle terne pitagoriche (133, 456, 475), (190, 456, 494), (217, 456, 505), (342, 456, 570), (456, 608, 760), (456, 650, 794), (456, 855, 969), (456, 1035, 1131), (456, 1330, 1406), (456, 1408, 1480), (456, 2142, 2190), (456, 2717, 2755), (456, 2870, 2906), (456, 3233, 3265), (456, 4320, 4344), (456, 5767, 5785), (456, 6490, 6506), (456, 8658, 8670), (456, 12992, 13000) , (456, 17325, 17331), (456, 25990, 25994), (456, 51983, 51985).

## Astronomia
- 456P/PANSTARRS è una cometa periodica del sistema solare.
- 456 Abnoba è un asteroide della fascia principale del sistema solare.
- NGC 456 è un ammasso aperto della costellazione del Tucano. (Appartenente alla Piccola Nube di Magellano).

## Astronautica
- Cosmos 456 è un satellite artificiale russo.